# Сан-Дамиано
Сан-Дамиано (фр. San-Damiano, корс. San Damianu) — коммуна во Франции, находится в регионе Корсика. Департамент коммуны — Верхняя Корсика. Входит в состав кантона Казинка-Фумальто. Округ коммуны — Бастия.
Код INSEE коммуны — 2B297.

## Население
Население коммуны на 2008 год составляло 48 человек.
| 1962 | 1968 | 1975 | 1982 | 1990 | 1999 | 2008 |
| ---- | ---- | ---- | ---- | ---- | ---- | ---- |
| 37   | 71   | 65   | 58   | 34   | 38   | 48   |

## Экономика
В 2007 году среди 36 человек в трудоспособном возрасте (15—64 лет) 23 были экономически активными, 13 — неактивными (показатель активности — 63,9 %, в 1999 году было 64,0 %). Из 23 активных работали 18 человек (12 мужчин и 6 женщин), безработных было 5 (2 мужчины и 3 женщины). Среди 13 неактивных 1 человек был учеником или студентом, 6 — пенсионерами, 6 были неактивными по другим причинам.